# Haus Herkersdorf
Das Haus Herkersdorf ist ein repräsentatives Wohngebäude in der bergischen Großstadt Solingen.  

## Lage und Architektur
Das Gebäude befindet sich an der Straßenecke Kölner Straße / Birkenweiher im Stadtteil Mitte, die beide als Bundesstraße 229 ausgewiesen sind. Es gehört zum Wohnquartier Dickenbusch. Gegenüber liegen die Villa Jellinghaus und die Lutherkirche. Südlich befindet sich das ehemalige Gebäude der Industrie- und Handelskammer. Östlich befinden sich die Villa Birkenweiher 77 sowie das Gebiet des Südparks rund um den ehemaligen Solinger Hauptbahnhof. Nördlich liegen das Firmengelände der ehemaligen Maschinenfabrik Kieserling & Albrecht sowie die Brachfläche der einstigen Stahlwarenfabrik Omega.
Es handelt sich bei dem Gebäude um ein stattliches, zweigeschossiges Schieferhaus mit Krüppelwalmdach. Es weist mit seinem antikisierenden Eingangsportal und einem Dreiecksgiebel eine klassizistische Formensprache auf. Die Haustür ist über eine kleine Freitreppe erreichbar. Es zählt zu den wenigen Bürgerhäusern des 19. Jahrhunderts, die nach den Zerstörungen des Zweiten Weltkriegs in der Solinger Innenstadt erhalten sind.:20

## Geschichte
Das Haus wurde 1811 von dem Kaufmann Johann Daniel von Recklinghausen als Altersruhesitz an der damaligen Kölner Chaussee (heute Kölner Straße) vor den Toren der Solinger Altstadt erbaut. Es war ursprünglich von umfangreichen Garten- und Parkanlagen umgeben. Ein später errichtetes Nebengebäude musste für den Bau der Weyerstraße (heute Birkenweiher) abgerissen werden. Diese Straßenbaumaßnahme erfolgte 1910, um den damaligen Südbahnhof an die Kölner Straße anzubinden.:20
1851 ging das Anwesen an den Federmesserfabrikanten Friedrich Wilhelm Herkersdorf über, dessen Familie das Haus über 80 Jahre besaß. Von 1854 bis 1869 mietete der Kreis Solingen das Haus für die Nutzung als Landratsamt an. Der damalige Landrat Karl Friedrich Melbeck hatte zudem eine Mietwohnung in dem Haus. In den 1930er Jahren kaufte die Stadt Solingen das Gebäude. Nach Beschädigungen durch die Luftangriffe auf Solingen im Zweiten Weltkrieg wurde das Gebäude im ursprünglichen Stil wiederhergestellt. Ab 1944 wurde es von der Kreishandwerkerschaft genutzt, ab 1953 von der evangelischen Kirchengemeinde.:21Am 3. Juni 1992 wurde das Haus unter der Nummer 920 in die Denkmalliste der Stadt Solingen eingetragen.

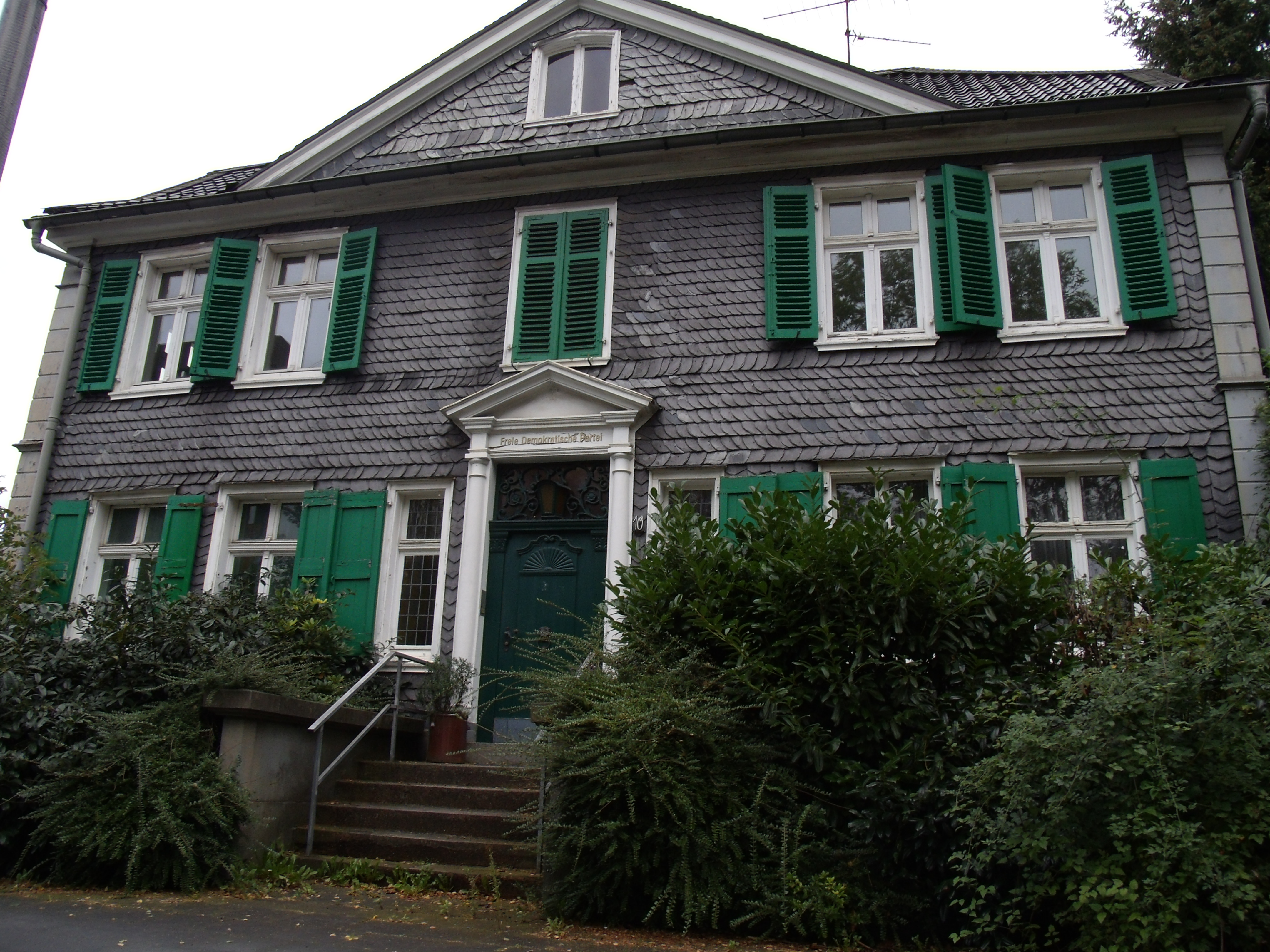
Haus Herkersdorf mit Schieferverkleidung (2011)

Bis in die 2000er Jahre nutzte die Solinger FDP das Gebäude als Geschäftsstelle. Eine anschließend begonnene Sanierung ist bis heute (2025) nicht abgeschlossen, weshalb das Haus seit mehreren Jahren keine Schieferverkleidung mehr trägt.